# 朝山蜻一
朝山 蜻一（あさやま せいいち、1907年7月18日 - 1979年2月15日）は、日本の小説家、推理作家、発明家。

## 人物・来歴
本名は桑山 善之助。肉体的・精神的な拘束を主題としたサディズムとマゾヒズムの世界を描く作品を多く発表し、マゾヒズムミステリというジャンルを確立した。
本名で思想や数学についての著書も発表し、またアマチュア発明家としても知られた。
新宿花園街の青線地帯の一角にあった朝山の自宅は、一時期、推理作家たちの溜まり場となっていた。

## 生涯
東京都の日本橋に生まれる。神田錦城中学校（錦城高等学校）中退。その後、京都の映画撮影所に入るが後に帰京して字母製作やレタリング業などに従事。同人雑誌の『紀元』や『モラル』に、「桑山裕」の筆名で小説を執筆する。
1945年に出征し、翌年復員。
1949年に、百万円コンクールC級に応募した小説「くびられた隠者」が、『別冊宝石』に掲載される。1952年には、同じ『別冊宝石』に発表した「巫女」が新鋭コンクールの第1位となり、探偵作家クラブの『探偵小説年鑑』1953年版に収録された。
1953年に『宝石』に発表した「ひつじや物語」が、翌1954年の第7回探偵作家クラブ賞の候補となる。さらに、1954年に『宝石』に発表した「僕はちんころ」が、翌1955年の第8回日本探偵作家クラブ賞の候補となる。
1950年代に小説の筆を折り、発明や数学、哲学書を本名の桑山善之助名義で執筆し、いくつかの特許を得るが実用化には至らず、1975年以後『幻影城』で推理作家としてカムバックするが、1979年に腸閉塞で死去。

## 著書
- 『白昼艶夢 エロティック・スリラー』（あまとりあ社） 1956
- 『処女真珠』（榊原書店） 1957
- 『女の埠頭 変貌する青線の女たち』（同光社出版） 1958
- 『キャバレー殺人事件』（同光社出版） 1958
- 『その愛 長篇小説』（同成社） 1980.2
- 『白昼艶夢』 (出版芸術社、ふしぎ文学館)  1995.5
- 『真夜中に唄う島』（扶桑社文庫、昭和ミステリ秘宝)  2001

### 桑山善之助 名義
- 『笑いの科学 その情報を伝達するもの』（同成社） 1970
- 『科学としての資本主義と社会主義』（同成社） 1970
- 『彫金師の娘』（同成社） 1971
- 『構造数学新論』（同成社） 1972